# Picada
Pour la localité argentine, voir La Picada.
La picada, du catalan picar, « piquer » ou, plus, précisément « piler », fait partie d'une technique particulière et caractéristique de la cuisine catalane. Il s'agit d'une pâte formée par plusieurs produits pilés dans un mortier et qui est ajoutée aux soupes, sauces et tout genre de plat, presque à la fin de la cuisson, pour améliorer le goût, épaissir et lier la sauce.

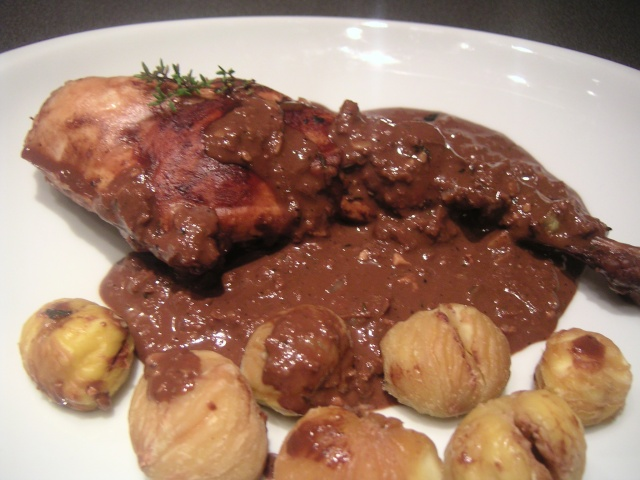
Assiette de lapin avec une picada au chocolat.

Les picades sont différentes pour chaque plat, cuisinier et occasion, mais quelques ingrédients typiques sont l'ail cru ou cuit ; les amandes, noisettes ou les pignons de pin ; du pain grillé ou frit (parfois trempé dans du vinaigre), voire des biscuits secs ; un carré de chocolat noir ; du foie ou d'autres abats de poulet, de seiche ou d'autres animaux. Puis, souvent, on y trouve des épices, comme le safran (épice), la cannelle, la nyora ou le persil, ou l'huile d'olive.
Il y a plusieurs livres de cuisine consacrés uniquement aux picades, comme El llibre de les picades, de Ramon Parellada, ou El llibre dels guisats i les picades, de Josep Lladonosa i Giro, entre autres.
La picada (es) est également un plat typique de la cuisine argentine.